# حفل افتتاح الألعاب الأولمبية الصيفية 2016
أقيم حفل افتتاح الألعاب الأولمبية الصيفية 2016 يوم الجمعة 5 أغسطس في ملعب ماراكانا في مدينة ريو دي جانيرو وابتدأ الحفل في الساعة 20:00 بتوقيت البرازيل (ت ع م−03:00). جمعت الإجراءات - كما هو منصوص عليه من طرف الميثاق الأولمبي - حفلَ الافتتاح الرسمي لهذا الحدث الرياضي الدولي (الذي تضمن الخطابات الترحيبية، ورفع الأعلام ومواكب الرياضيين، إلى جانب الإضافة الجديدة—تقديم اللوريل الأولمبية الخاص باللجنة الأولمبية الدولية) إلى جانب عرض فني يهدف إلى إبراز ثقافة وتاريخ البلد المضيف.
الحفل من إشراف فرناندو ميريليس، دانيلا توماس وآندروتشا وادينغتون. وقد تضمن الحفل عروضًا لتاريخ وثقافة البرازيل، بما في ذلك المناظر الطبيعية والغابات، وتاريخ الشعب البرتغالي، والموسيقى المحلية والسامبا، والفافيلات وغيرها. خُصصت أجزاء من الحفل لتناول مواضيع الحفاظ على البيئة وتغير المناخ. وقد تم افتتاح الألعاب رسميًا من قبل نائب الرئيس البرازيلي ميشال تامر.
على الرغم من أن حجم ميزانية الحفل أقل بكثير من ميزانيات دورات الألعاب الأولمبية الأخيرة، فقد لقي حفل افتتاح دورة الألعاب الأولمبية الصيفية لعام 2016 ثناءً كبيرًا من قبل وسائل الإعلام الدولية لعروضه المتنوعة والنابضة بالحياة، ولتركيزه على التعددية الثقافية، ولتناوله لقضية تغير المناخ.